# Egyiptomi mongúz
Az egyiptomi mongúz más néven közönséges ihneumon, vagy Farai-patkány (Herpestes ichneumon) a kis termetű mongúzfélék közé tartozik.
Egy alfaja, az Herpestes ichneumon widdringtoni (Gray) Európában él. Ez a spanyol ichneumon (melon, meloncillo) Dél-Spanyolország völgyeit lakja, szinte kizárólag az eszpartófűvel benőtt nádasokat és lapályokat. Mindenütt a síkvidéket szereti, attól sohasem távolodik messzire. Egyiptomban folyók bozótos partjain, sűrű nádasokban tartózkodik.

## Előfordulása
Nevével ellentétben nem csak Egyiptomban és Észak-Afrika országaiban él, hanem Afrika Szaharától délre fekvő területein is megtalálható. Sokféle élőhelyen előfordul, de a száraz, sivatagos vidékeket és a sűrű, zárt trópusi esőerdőket kerüli.
Afrikán kívül a Közel-Kelet országaiban és Törökországban, valamint Európa délnyugati részén, pontosabban, Spanyolországban és Portugáliában is megtalálható. Az még nem eldöntött kérdés, hogy eredetileg is őshonos e ezeken a területeken, vagy csak az ókorban vitték be oda. A házi macska (Felis silvestris catus) általánosan elterjedése előtt, a fajt félig háziasított állapotban sokfelé tartották, mivel kiváló rágcsálópusztító. Egyes kutatók véleménye szerint az Afrikán kívül élő egyedek ilyen háziasított egyedek leszármazottai. Más kutatók véleménye alapján viszont ezek mindig is az adott területeken éltek vadon.
Az újabb történelmi korokban meghonosították Olaszország bizonyos részein és Madagaszkár szigetén is.

## Megjelenése

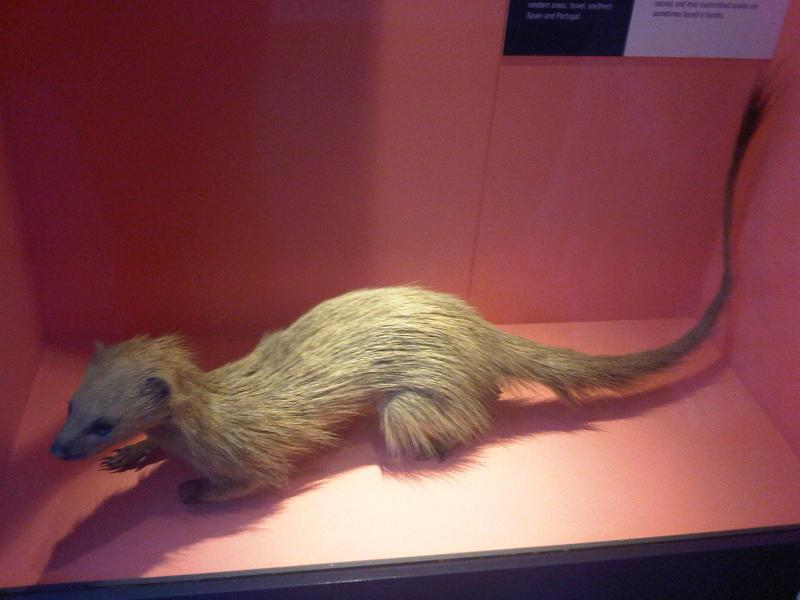
Kitömött példány

Megnyúlt, hengeres törzsét kurta lábak tartják. Feje kicsi, szeme meglehetősen kicsi, szembogara kerek vagy tojásdad. Fülei rövidek, kerekdedek. Hegyes orra rövid, csupasz, a középvonalában barázda húzódik. Hátsó, és mellső lábain is öt-öt ujj nő; bundája durva, szőre hosszú. A felső ajak csupasz gödre jó fajtabélyeg. Negyven, rendszerint jól fejlett fogán erős gumók nőnek; az első előzápfog gyakran elcsenevészedik.
A kifejlett ichneumon jóval nagyobb a házi macskánál, testhossza ugyanis eléri a 65, farka a 45 centimétert, de a ténylegesnél kisebbnek látszik, mert lábai alacsonyak: csak ritkán látni 20 centiméternél magasabb vállú hímeket. Termete meglehetősen karcsú, de azért a hasonló termetű cibetmacskaféléknél jóval vaskosabb: egy kifejlett ichneumon akár a 9 kg-ot is elérheti. Talpa csupasz; ujjait csaknem közepükig rövid úszóhártya köti össze. Farkán hosszú a szőr, ezért a töve igen vastagnak látszik, mintha csak a test folytatása lenne. Szeme tája csupasz, kicsiny, villogó, kerek szembogara előugrik. Füle rövid, széles és kerekített.
Fartáján lapos, középen nyíló tasakja van. Bundája egészen különleges: a rozsdasárga, sűrű, gyapjas szőrt 6–7 centiméter hosszú, szálkás sörteszőrök födik. Ezeken a nemesszőrökön fekete és sárgásfehér gyűrűket láthatunk. Fakósárga hegyük az egész bundának zöldesszürke színt kölcsönöz – ez nagyszerűen illik az állat élőhelyéhez. Feje és háta sötétebb, oldala és hasa fakóbb. Lába és farka vége fekete. Járása olyan, mintha csúszna a földön, mert hosszú, lecsüngő szőre elfödi lábait.

## Életmódja
Nappalra bozótosban, nádasban húzza meg magát, és a sűrűben keskeny, de nagy gonddal tisztogatott utak vezetnek mély, de nem túl tág vackába. Az ilyen lyukakban a nőstény a tavaszi, vagy az első nyári hónapokban 2–4 kölyköt szül; ezeket sokáig szoptatja, és a hímmel együtt még igen sokáig kísérgeti.
Szokásai és értelmi képességei a hasonló alakú nyestre emlékeztetnek, miként ahhoz hasonlít kellemetlen bűze, furfangja, ügyessége és vérszomja is, de annál félénkebb, óvatosabb és gyanakvóbb. Aránylag nagy területet barangol be, de lehetőleg mindig takarásban bujkál, és rendkívül óvatosan jár.
Fogságban könnyen szelídíthető.

### Táplálkozása
Nappal vadászik és felfal mindent, amit csellel megkaparinthat: az emlősöket a nyúltól, madarakat a tyúktól, lúdtól lefele. 
Képes megölni a mérges kígyókat, addig kerülgeti a kígyó mérges fogát, amíg végül rá tudja vetni magát, és a nyakra irányzott harapással végez vele. De ha médis megharapná a kígyó, a nyaka körül, durva szőrzete megvédi a mérges kígyóktól.Imádja a tojásokat, hüllőket, rákokat.
A tyúk- és galambólakra nézve veszélyes, különösen pedig azért, mert többet gyilkol le, mint amennyit elfogyaszt; főleg a zsákmány vérét szívja ki.

## Múltja
Az ókori egyiptomiak szentként tisztelték és a „fáraók patkányának” nevezték. Hérodotosz beszámolt arról, hogy az ichneumont minden városban szent helyeken bebalzsamozva temetik el. A régiek jól ismerték, miként küzd az ichneumon a kígyók ellen, de megfigyeléseiket legendás mesekörrel fonták körül; több ilyen történet maradt fenn Sztrabón, Aelianus és mások írásaiban.
Régen azt hitték felőle, hogy a krokodilok tojásait pusztítja s hogy az alvó krokodilok szájába lopódzik be, azoknak garatját kiszakítja s így megöli.